# Ankeniheny
 (février 2019).
Ankeniheny un village situé à Arivonimamo, Madagascar.